# Ślub księcia Wilhelma i Catherine Middleton

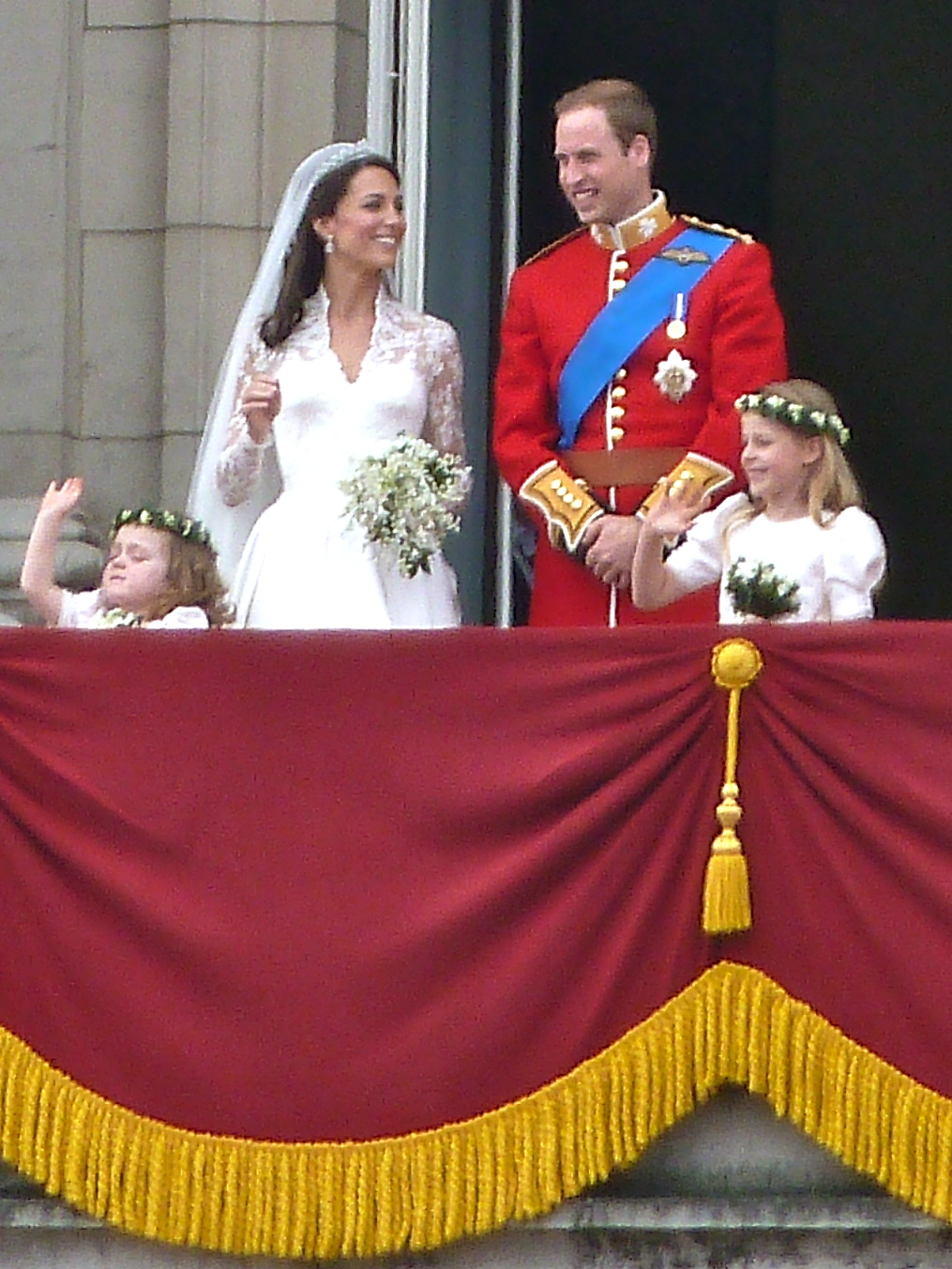
Książę Wilhelm i księżna Katarzyna wraz z druhnami na balkonie Pałacu Buckingham

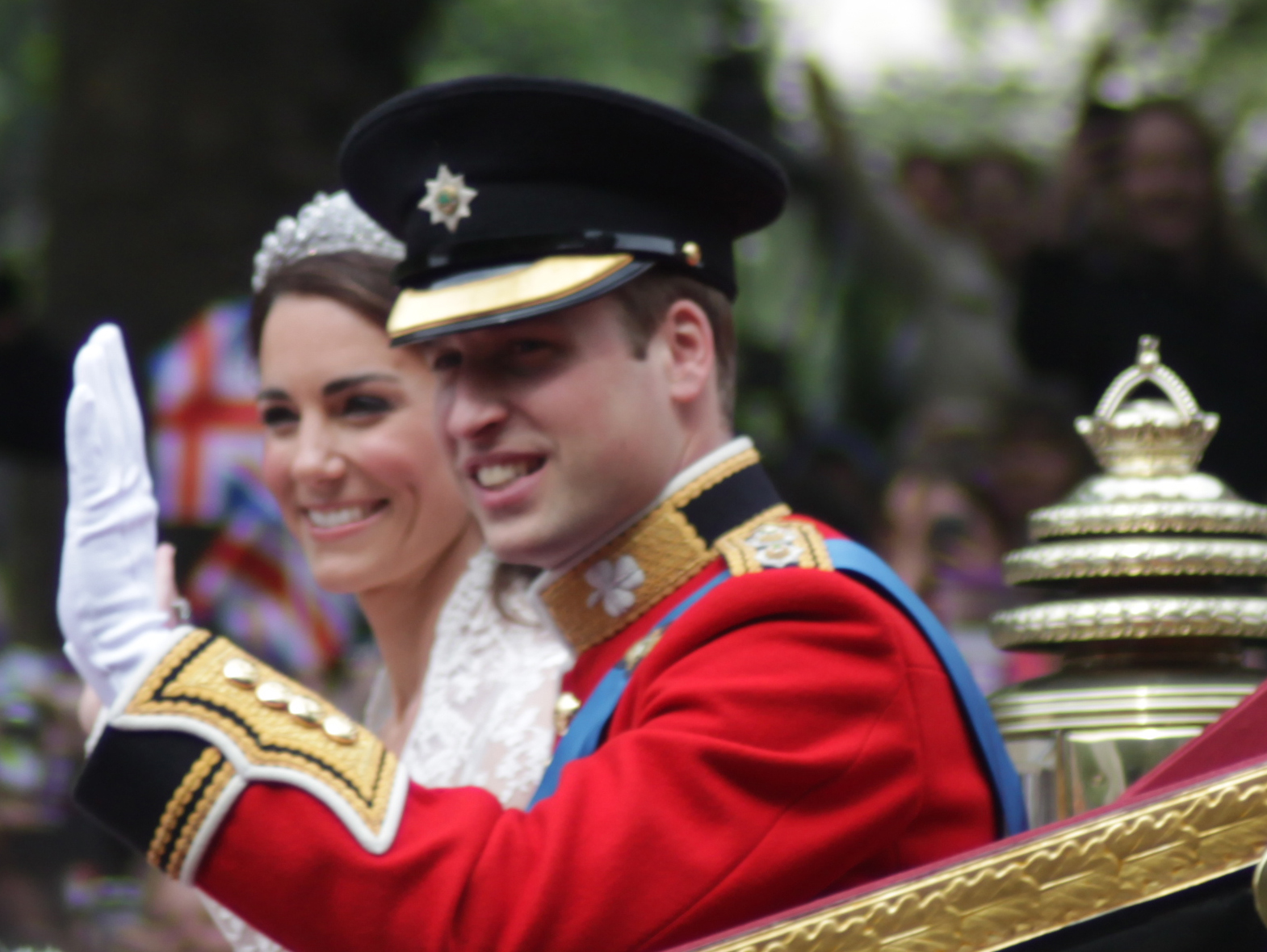
Para młoda tuż po ślubie machająca do wiwatujących tłumów na trasie przejazdu z Opactwa Westminster do Pałacu Buckingham

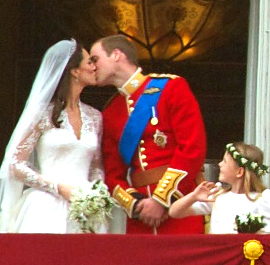
Pierwszy ślubny pocałunek młodej pary

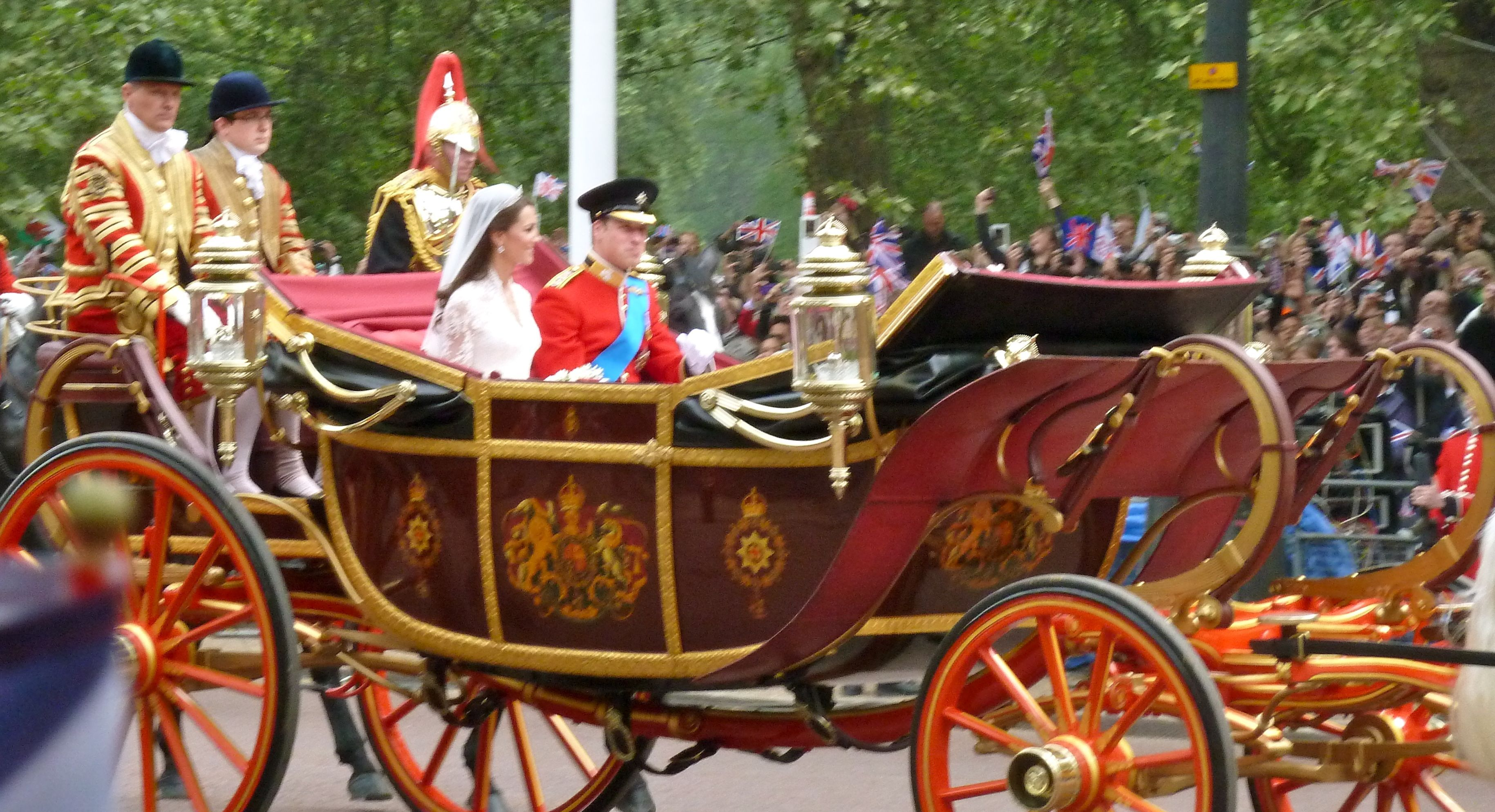
Para młoda podczas przejazdu z Opactwa Westminsterskiego do Buckingham Palace

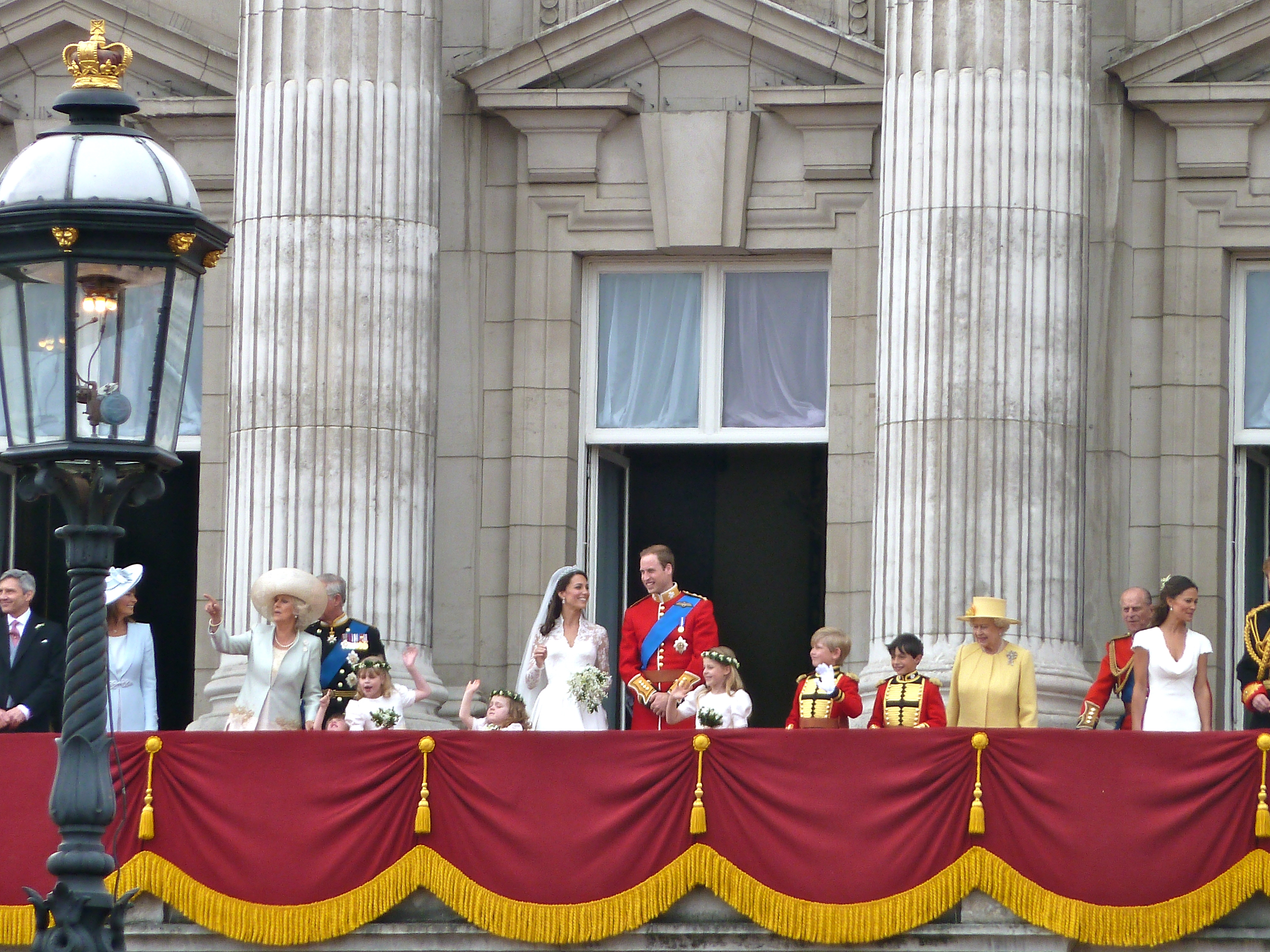
Młoda para wraz z rodziną na balkonie pałacu Buckingham

Aranżacja heraldyczna herbu pana młodego (z lewej) i herbu rodziny Middleton

Trasa przejazdu księcia Wilhelma w drodze na ślub (z Pałacu Buckingham do Opactwa Westminster) oraz droga powrotna (ta sama w drugą stronę) państwa młodych po ślubie.

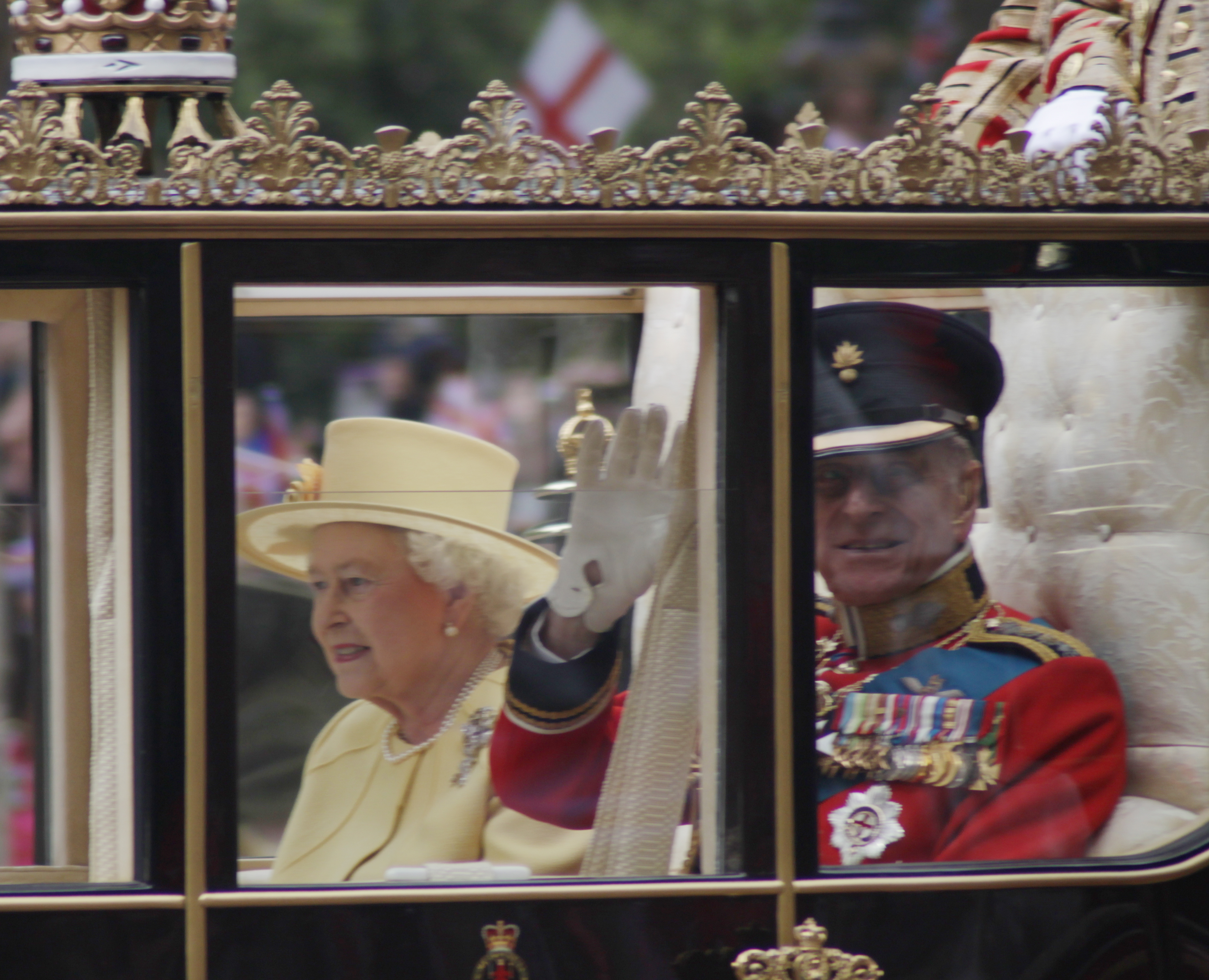
Ceremonię obecnością uświetniła Królowa Elżbieta II oraz książę-małżonek Filip.

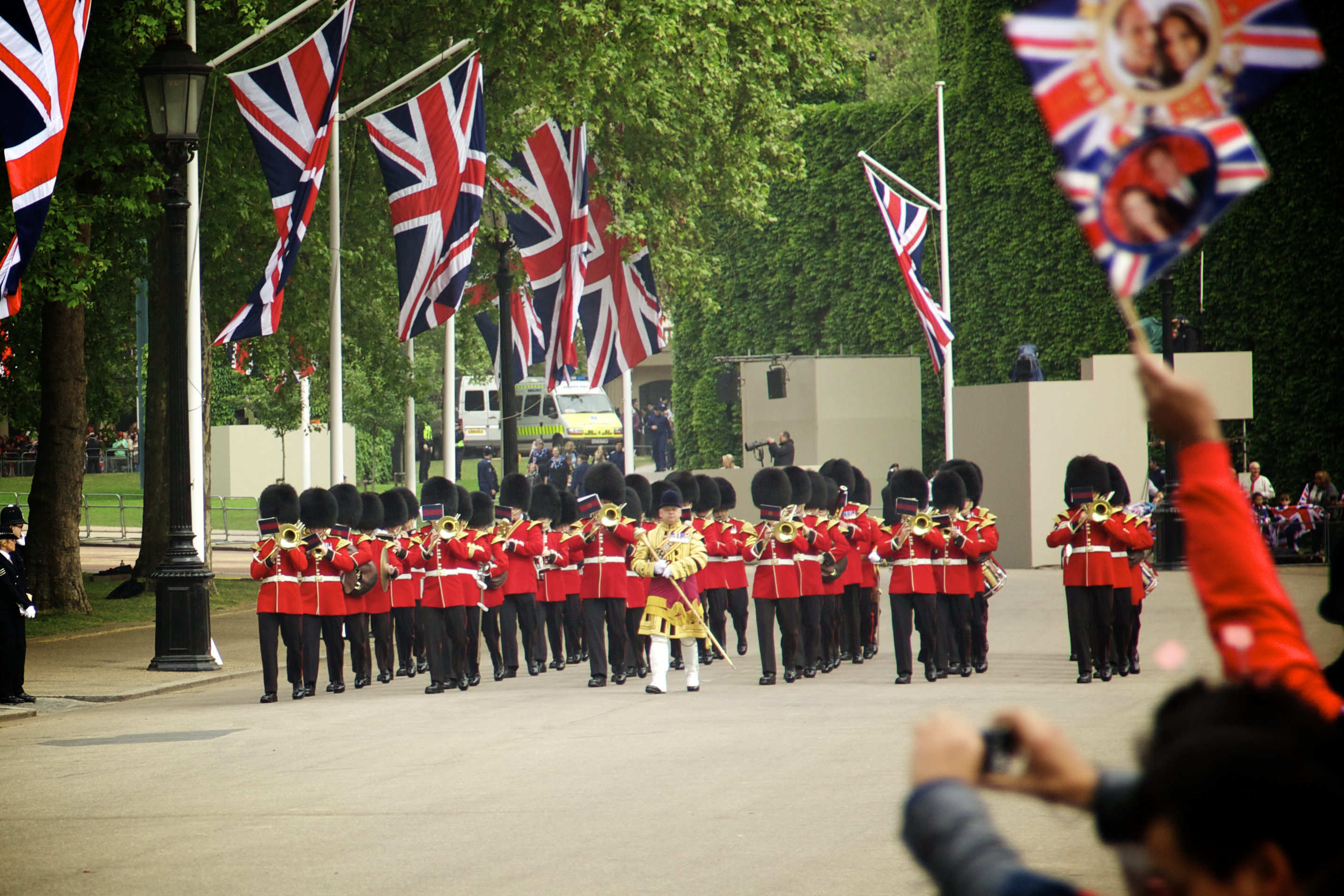
Uroczystość uświetniły parady gwardzistów.

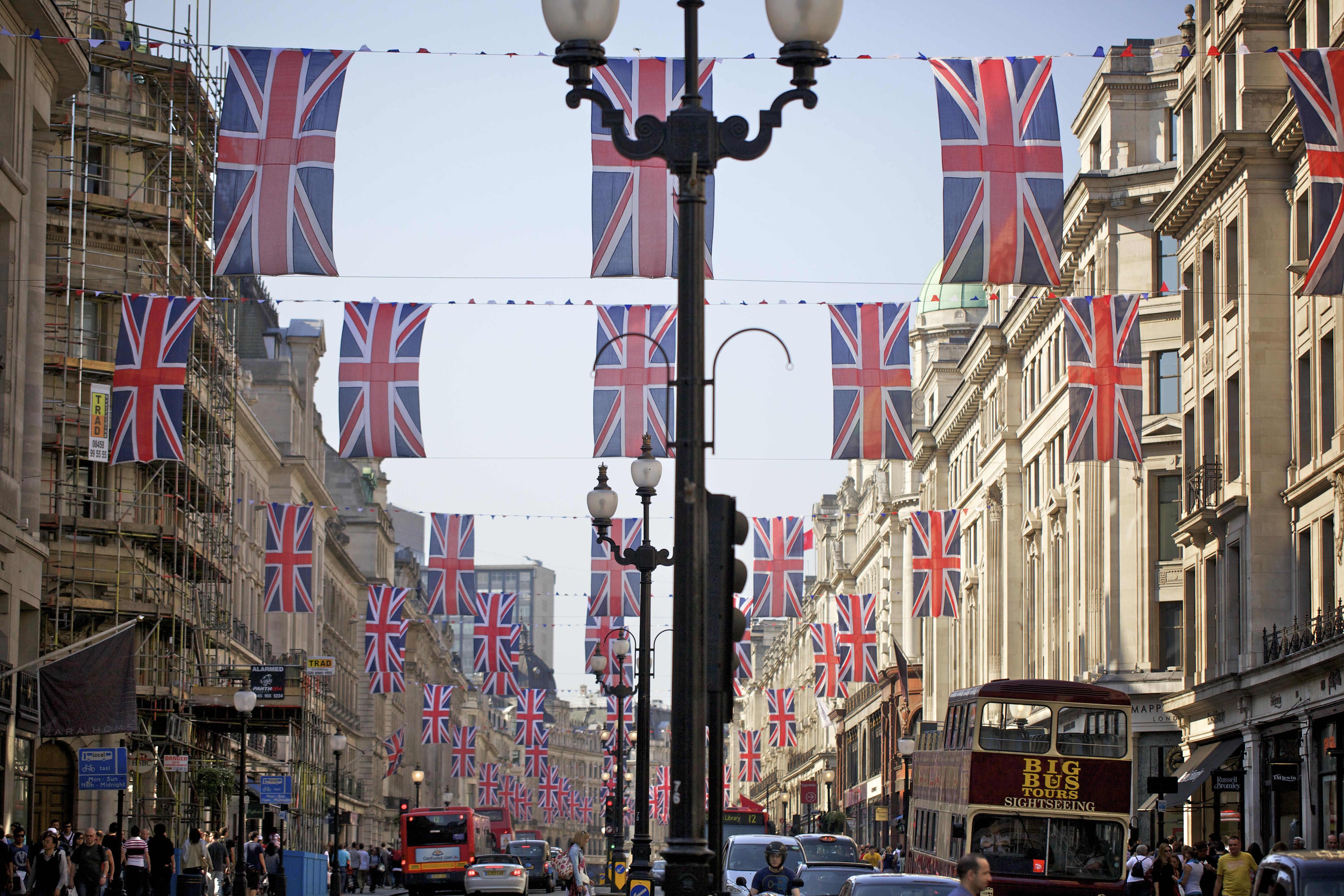
Dzień ceremonii był ogólnonarodowym świętem.

Ślub księcia Wilhelma i Catherine Middleton odbył się 29 kwietnia 2011 o godzinie 11.00 czasu Greenwich w Opactwie Westminsterskim. Ślubu udzielił arcybiskup Canterbury Rowan Williams.
Zaręczyny księcia Wilhelma (potocznie: Williama), będącego wówczas drugą osobą w kolejce do tronu Zjednoczonego Królestwa Wielkiej Brytanii i Irlandii Północnej, i Catherine Middleton (potocznie: Kate) zostały ogłoszone 16 listopada 2010. Dzień ślubu był w Wielkiej Brytanii świętem bankowym – dniem wolnym od pracy.
Przejazd pary młodej ulicami Londynu był obserwowany przez milion osób, 500 000 zgromadziło się tuż po ceremonii pod Buckingham Palace. Szacunki sprzed uroczystości mówiły, że telewizyjną transmisję wydarzenia obejrzą ponad 2 miliardy widzów na całym świecie. Ślub był także transmitowany w Internecie, m.in. na oficjalnym kanale monarchii brytyjskiej w serwisie YouTube oraz nadawany w radio.

## Uroczystość

### Goście weselni
Lista gości obejmowała ponad 1900 osób, a wśród nich:
- Członkowie rodziny królewskiej, rodziny Middleton i ich przyjaciele: 1000 osób
- Członkowie zagranicznych rodzin królewskich: 40 osób
- Reprezentanci z Departamentu Obrony: 30 osób
- Przedstawiciele organizacji, którym patronuje książę Wilhelm: 80 osób
- Członkowie rządu, parlamentu i administracji oraz korpusu dyplomatycznego: 200 osób
- Gubernatorzy i premierzy: 60 osób
- Przedstawiciele Kościoła Anglii i innych wyznań oraz członkowie królewskiej służby: 490 osób[6].

Wśród gości byli również David i Victoria Beckhamowie, Elton John i David Furnish, Rowan Atkinson, Joss Stone. Na ślubie byli obecni także władcy, jak książę Monako Albert II z narzeczoną Charlene Wittstock, królowa Hiszpanii Zofia, królowa Danii Małgorzata II, król Grecji Konstantyn z małżonką Królową Anną Marią, następca tronu Hiszpanii Filip z księżną Letizią, król Holandii Wilhelm Aleksander z księżną Maximą, książę grecki Paweł z małżonką księżną Marie Chantal. Wśród zaproszonych byli także: reżyser Guy Ritchie (były mąż Madonny, piosenkarka nie otrzymała zaproszenia na królewski ślub), księżniczki Beatrice i Eugenia, córki Sarah Ferguson i księcia Andrzeja, premier David Cameron z małżonką.
W związku z trudną sytuacją polityczną zaproszenie dla przedstawiciela Syrii zostało wycofane. Z otrzymanego zaproszenia zrezygnował także władca Bahrajnu.

### Przysięga małżeńska i obrączki
Kate podczas ceremonii ślubowała Wilhelmowi: miłość, pocieszenie, szacunek i wsparcie w chorobie i zdrowiu. W przysiędze małżeńskiej Kate nie ślubowała mężowi posłuszeństwa, choć podczas poprzednich ślubów książęcych było to w tradycji.
Obrączka Catherine Middleton (od chwili ślubu: księżnej Katarzyny) została wykonana zgodnie z tradycją z 1923 roku z grudki złota walijskiego podarowanej przez Królową Elżbietę II. Grudka została wydobyta w Clogau Gold Mine niedaleko aktualnego miejsca zamieszkania księcia. W przeciwieństwie do żony i tradycji, William nie nosi obrączki ślubnej – choć zezwala na to protokół dyplomatyczny. Postanowił nadal nosić sygnet rodziny królewskiej.

### Stroje pary młodej
Projekt sukni był pilnie strzeżoną tajemnicą. Suknia jest z ręcznie robionej koronki wykonanej przez Królewską Szkołę Krawiectwa oraz z koronki pochodzącej z francuskiego Chantilly. Koronka naszyta jest na tiul, tworząc unikatowy wzór kwiatów symbolizujących Zjednoczone Królestwo: róż, ostów, żonkili i koniczynek. Pracownicy szyjący suknię myli ręce co 30 minut, by zachować strój w nieskazitelnej czystości. Igły zmieniane były co trzy godziny, żeby zapewnić ich odpowiednią ostrość.
Kate miała też na sobie diadem od Cartiera, podarowany jej przez Królową Elżbietę II, wykonany w 1936 roku i kupiony przez króla Jerzego VI dla żony, zmarłej Królowej Matki. Kolczyki panny młodej to zaprojektowane przez Robinsona Pelhama diamenty stylizowane na liście dębu i owoce gruszki. To prezent dla Kate od jej rodziców.
Delikatny welon, mierzący 2,7 m zrobiony jest z kilku warstw miękkiego jedwabiu w kolorze kości słoniowej. Panna młoda włożyła ręcznie wykonane pantofelki również od Alexandra McQueena. Zrobione są z satyny w kolorze kości słoniowej. W bukiecie Kate był mirt, konwalie, hiacynty i kwiat o nazwie „Sweet William”. Książę Wilhelm ubrany był w czerwony mundur Irlandzkiej Gwardii przepasany niebieską wstęgą.

### Wesele pary młodej
Tuż po ceremonii ślubnej para młoda udała się na uroczyste przyjęcie (lunch) u królowej Elżbiety II, po którym pojawili się wspólne na balkonie pałacu Buckingham. Państwo młodzi oprócz oficjalnej części wesela wzięli udział także w zorganizowanej wieczorem uroczystej kolacji u Księcia Walii, ojca pana młodego, Karola, który, oprócz oficjalnego obiadu, specjalnie dla nowożeńców zorganizował imprezę taneczną, na której obecni byli przyjaciele i rodzina pary młodej. Oprócz tego kilka dni później państwo młodzi zapowiedzieli już całkiem prywatną zabawę taneczną w gronie najbliższych przyjaciół i znajomych.
Wesele trwało do 5 nad ranem dnia następnego. Na weselu panowała dosyć rozluźniona atmosfera jak na dworskie wesele, goście bawili się w rytmach You’re the One That I Want. Podczas wesela krótkie przemówienia wygłosili książę Henryk, nazywając brata najlepszym kolesiem, a także mówiąc do swojej aktualnej partnerki Chelsy Davy, Jesteś następna. Przemówienie wygłosił także ojciec panny młodej, przytaczając rodzinną anegdotę, a także sam pan młody, który nazwał swoją nowo poślubioną żonę jego skałą, podkreślając tym samym jej ważność w jego życiu.

### Podróż poślubna
Po ślubie para młoda spędziła kilka dni wolnych w Wielkiej Brytanii, po których książę wrócił do pracy jako pilot śmigłowca. Podróż poślubna została przesunięta o kilka tygodni. Para młoda spędziła swoją podróż poślubną na Seszelach.

### Wydarzenie medialne
Ślub był wydarzeniem medialnym o ogólnoświatowym charakterze. Relacjonowało go 7000 dziennikarzy. Natomiast samą ceremonię dzięki telewizji śledziło, według szacunków, około 2 miliardów ludzi. W Londynie zebrało się natomiast około miliona osób. Z okazji ślubu księcia i Kate zorganizowanych zostało w całej Wielkiej Brytanii ponad 5000 festynów ulicznych.

## Intercyza przedmałżeńska
Początkowo pojawiły się informacje, że Catherine podpisała intercyzę, na mocy której po rozwodzie nie miałaby wpływu na wychowywanie dzieci, straciłaby tytuły królewskie, nie mogłaby mieszkać w żadnej rezydencji królewskiej i dostałaby jednorazową zapomogę (17 mln funtów) i regularne alimenty. Na intercyzę miał nalegać ojciec pana młodego książę Karol, nauczony doświadczeniami ze swojego związku z księżna Dianą. Jednak Pałac Buckingham oficjalnie potwierdził, że taka umowa nie została zawarta, ponieważ książę Wilhelm nie zgodził się na nią twierdząc, że kocha Kate i bezgranicznie jej ufa.

## Uzyskane tytuły
W dniu ślubu Królowa Elżbieta II w prezencie ślubnym przyznała Wilhelmowi tytuł księcia Cambridge, hrabiego Strathearn oraz barona Carrickfergus. Tym samym jego małżonka uzyskała tytuły księżnej Cambridge (The Duchess of Cambridge), hrabiny Strathearn (Countess of Strathearn) oraz baronessy Carrickfergus (Baroness Carrickfergus).

## Kolejka do tronu
Ślub uprawomocnia sukcesję potomków do tronu.

## Ślub a gospodarka Wielkiej Brytanii
Ślub księcia Wilhelma i Catherine Middleton zdecydowanie pobudził pomysłowość brytyjskiej gospodarki, szczególnie jeśli chodzi o tworzenie różnego rodzaju pamiątek. Czas od ogłoszenia zaręczyn aż do oficjalnej ceremonii ślubnej zaowocował sporą gamą produktów wykorzystujących wizerunek narzeczonych. Wśród produktów, na których można było zobaczyć wizerunek książęcej pary, były:
- herbata z wizerunkiem książęcej pary,
- rękawiczki z imieniem Wilhelma i Kate,
- słodkie serce – kompozycja z cukierków,
- portret ze znaczków pocztowych,
- pizza wyłożona składnikami w wizerunek pary młodej,
- królewskie piwo,
- „królewskie prezerwatywy”, które jednak zostały uznane za niesmaczne i wycofane ze sprzedaży,
- talerz z napisem: Thanks for the free day off – nawiązujący do dnia wolnego z okazji ceremonii[20].

### Koszty uroczystości
Koszt uroczystości przewidywany jest na 20 milionów funtów. Zgodnie z dotychczasową tradycją za ślub członków rodziny królewskiej płaciła ona sama oraz budżet państwa. W przypadku ślubu księcia Wilhelma oraz Kate Middleton było inaczej – rodzice panny młodej zadeklarowali udział w kosztach organizacji ceremonii i wesela. W związku z kryzysem finansowym budżet państwowy sfinansował jedynie koszty ochrony podczas uroczystości.

## Goście

### Od pana młodego
- Królowa i książę Edynburga, dziadkowie pana młodego ze strony ojca
  - Książę Walii i księżna Kornwalii, ojciec i macocha pana młodego
    - Książę Henryk z Walii, brat pana młodego

  - Księżniczka Królewska i wiceadmirał Sir Timothy Laurence, ciotka i wujek pana młodego ze strony ojca
    - Peter i Autumn Phillips, pierwszy kuzyn pana młodego i jego żona
    - Zara Phillips i Mike Tindall, pierwsza kuzynka pana młodego i jej narzeczony

  - Książę Yorku, stryj pana młodego
    - Księżniczka Beatrycze z Yorku, pierwsza kuzynka pana młodego
    - Księżniczka Eugenia z Yorku, pierwsza kuzynka pana młodego

  - Hrabia i hrabina Wessexu, wujek i ciotka pana młodego
    - Lady Ludwika Windsor, pierwsza kuzynka pana młodego
- Księżniczka Małgorzata, rodzina hrabiny Snowdon:
  - Wicehrabia i wicehrabina Linley, pierwszy kuzyn pana młodego, raz usunięty, i jego żona
    - Charles Armstrong-Jones, drugi kuzyn pana młodego
    - Margarita Armstrong-Jones, druga kuzynka pana młodego

  - Lady Sarah i Daniel Chatto, pierwsza kuzynka pana młodego, oraz jej mąż
    - Samuel Chatto, drugi kuzyn pana młodego
    - Arthur Chatto, drugi kuzyn pana młodego

Inni potomkowie prapradziadka księcia, króla Jerzego V i ich rodziny:
- Książę i księżna Gloucester, pierwszy kuzyn pana młodego, dwukrotnie usunięty i jego żona
  - Hrabia i hrabina Ulsteru, drugi kuzyn pana młodego, oraz jego żona
  - Lady Davina i Gary Lewis, druga kuzynka pana młodego, kiedyś usunięta, oraz jej mąż
  - Lady Rose i George Gilman, druga kuzynka pana młodego, oraz jej mąż
- Książę i księżna Kentu, pierwszy kuzyn pana młodego, i jego żona
  - Hrabia i hrabina St Andrews, drugi kuzyn pana młodego, i jego żona
    - Lord Downpatrick, trzeci kuzyn pana młodego
    - Lady Marina Windsor, trzecia kuzynka pana młodego
    - Lady Amelia Windsor, trzecia kuzynka pana młodego

  - Lady Helen i Timothy Taylor, druga kuzynka pana młodego, oraz jej mąż
  - Lord i Lady Nicholas Windsor, drugi kuzyn pana młodego, oraz jego żona
- Księżniczka Aleksandra, Hon. Lady Ogilvy, matka chrzestna pana młodego i kuzynka
  - James i Julia Ogilvy, drugi kuzyn pana młodego, oraz jego żona
  - Marina Ogilvy, druga kuzynka pana młodego
- Książę i księżna Michael z Kentu, pierwszy kuzyn pana młodego, i jego żona
  - Lord i Lady Frederick Windsor, drugi kuzyn pana młodego, oraz jego żona
  - Lady Gabriella Windsor, druga kuzynka pana młodego